# 耶律宗德
耶律遂哥（？—1046年8月11日），汉名宗德，辽朝宗室，遼景宗的孙子，秦晋国王耶律隆庆的第二子。
开泰五年（1016年）十月，辽圣宗封弟弟秦晉國王耶律隆慶長子耶律宗政为中山郡王，次子耶律遂哥为樂安郡王。太平四年（1024年）六月，以中山郡王耶律宗政為保靜軍節度使，樂安郡王耶律遂哥為廣德軍節度使，蕭解里為彰德軍節度使。太平七年（1027年）十一月，匡義軍節度使中山郡王耶律宗政、保寧軍節度使長沙郡王耶律宗允、廣德軍節度使樂安郡王耶律遂哥奏，各將之官，请求選伴讀書史，圣宗听从。太平九年（1029年）六月初一，以長沙郡王耶律宗允為廣德軍節度使，樂安郡王耶律遂哥匡義軍節度使，中山郡王耶律宗政保定軍節度使，進封潞王，豫章王耶律貼不長寧軍節度使。
辽兴宗即位后，耶律宗德被封为汧王、同中书门下平章事。重熙十二年（1043年）十月，北府宰相蕭惠為北院樞密使，豳王耶律遂哥為惕隱，惕隱耶律敵魯古封漆水郡王、西北路招討使，樞密副使蕭阿剌同知北院宣徽事。重熙十五年七月初七乙酉日（1046年8月11日），豳王耶律遂哥去世。